# Subdivisions dels països nòrdics
Les subdivisions dels països nòrdics són similars tenint en compte la cultura i la història compartida dels cinc països.

## Dinamarca
- Dinamarca
  - 5 regions (danès: regioner)
    - 98 municipis (danès: kommuner)
- 2 Dependències insulars autònomes
  - Illes Fèroe
    - 6 regions (danès: sýsla)
    - 30 municipis (danès: kommunur)

  - Groenlàndia
    - 4 municipis (groenlandès: kommunia)
    - 1 parc nacional no incorporat a cap municipi

## Finlàndia
- Finlàndia
  - 19 regions (finès: maakunnat, suec: landskap)
  - 1 província autònoma de les Illes Åland
    - 70 sub-regions (finès: seutukunnat, suec: ekonomiska regioner)
      - 320 municipis (finès: kunnat, suec: kommuner)

## Islàndia
- Islàndia
  - 6 Circumscripcions electorals (islandès: kjördæmi)
  - 8 regions (islandès: landsvæði)
  - 74 municipis (islandès: sveitarfélög)

## Noruega
- Noruega
  - 19 comtats (noruec: fylker)
    - 426 municipis (noruec: kommuner)

  - 2 Àrees no incorporades
    - Jan Mayen
    - Svalbard

  - 3 Dependències (noruec: biland)
    - Illa de Bouvet
    - Terra de la Reina Maud
    - Illa de Pere I

## Suècia
- Suècia
  - 21 comtats (suec: län)
  - 290 municipis (suec: kommuner)